# Atletika na Letních olympijských hrách 1936 – 100 metrů ženy
 Běh na 100 metrů žen na Letních olympijských hrách 1936 se uskutečnil ve dnech 3. a 4. srpna v Berlíně. 

## Výsledky finálového běhu
| *                | jméno                     | země                   | čas  |
| ---------------- | ------------------------- | ---------------------- | ---- |
| Zlatá medaile    | Helen Stephensová         | Spojené státy americké | 11,5 |
| Stříbrná medaile | Stanisława Walasiewiczová | Polsko                 | 11,7 |
| Bronzová medaile | Käthe Kraussová           | Německo                | 11,9 |
| 4                | Marie Dollingerová        | Německo                | 12,0 |
| 5                | Annette Rogersová         | Spojené státy americké | 12,2 |
| 6                | Emmy Albusová             | Německo                | 12,3 |